# Стровен, Гюстав
Гюстав Стровен (фр. Gustave Stroven; 24 июня 1878, Схарбек, Бельгия — 19 марта 1919, Фаверж, Верхняя Савойя, Франция) — бельгийский архитектор, видный представитель стиля  модерн (ар-нуво) в бельгийской архитектуре. 

## Биография
Сын садовника. С 18 лет работал в мастерской архитектора Виктора Орты. В возрасте примерно 20 лет отправился в Швейцарию, в Цюрих, где прожил год. 
По возвращении на родину успешно работал, как самостоятельный архитектор, однако погиб на фронте Первой мировой войны.

## Творчество
Самой известной постройкой Стровена является особняк Сен-Сира в Брюсселе, называемый так по имени заказчика — Жоржа де Сен-Сир. Здание особняка отличают необычные пропорции — очень узкий фасад, буквально стиснутый слева и справа другими домами, при достаточно значительной высоте — 4 этажа. Узкий фасад дома имеет невероятно богатый декор, в котором задействованы все основные приёмы модерна: круглые окна, фигурное литьё с растительными мотивами и др. 
В начале 2010-х годов особняк был отреставрирован. 
Помимо особняка Сен-Сира, по проекту Стровена было возведено ещё несколько примечательных зданий.

## Галерея

### Особняк Сен-Сира
- Особняк Сен-Сира
- Особняк Сен-Сира. Кованые балконы.
- Особняк Сен-Сира. Декор верхнего этажа.

### Другие постройки
- Дом на улице Сен-Кантен, 1899.
- Дом на улице Лютера.
- Дом на улице Ван Кампенхута.
- Особняк в Эттербеке